# 五星大饭店
《五星大饭店》，是2007年中国中央电视台播出的中国大陆电视剧，改编于作家海岩写的一本小说《五星饭店》。
故事中的银海市是虚构的城市。实质上在该剧中，银海市的原型是中国境内十三家大饭店的指定地方。银海市的五星级大饭店的各功能区拍摄地点如下：
- 楼体是上海的金茂君悦大酒店
- 大堂是北京的昆仑饭店
- 客房是海南的索菲亚大酒店
- 地下停车库是上海的华亭宾馆